# Iglesia de San Domenico (Orvieto)

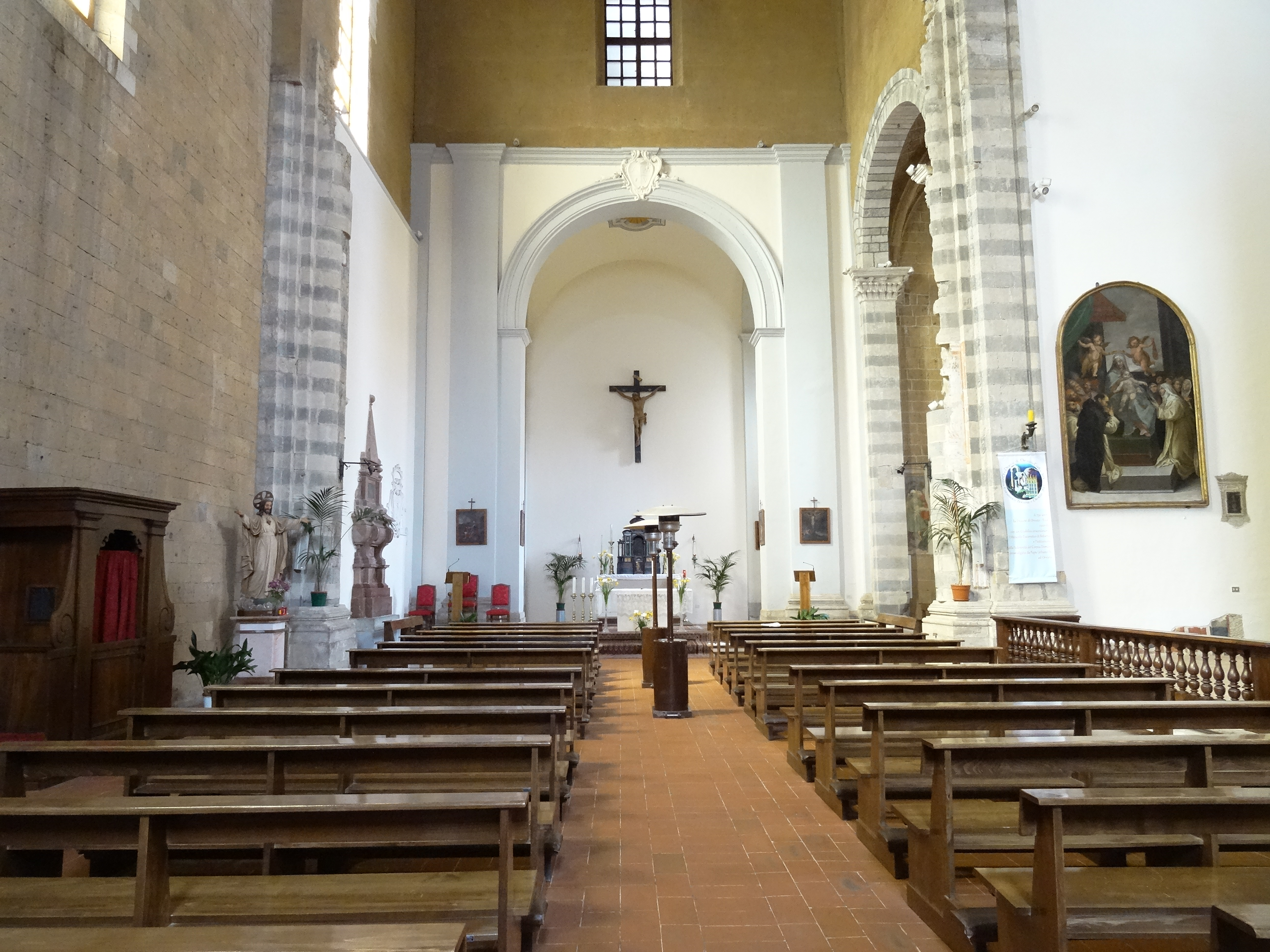
Interior de la iglesia de San Domenico.

San Domenico es una iglesia de Orvieto, Umbría, Italia central.
Se comenzó a construir en 1233, pocos años después de la muerte de Santo Domingo, y es una de las primeras iglesias de la Orden de los Dominicos. El edificio tenía una nave y dos tramos; en la actualidad sólo quedan el ábside y el crucero, después de que la mayor parte de la iglesia fuera demolida en 1932 para albergar la Academia Femenina de Gimnasia (Academia militar femenina).
La iglesia destaca por albergar la cátedra utilizado por santo Tomás de Aquino para sus lecciones en Orvieto durante su estancia en la ciudad (1263-1264), así como el monumento al Cardenal De Braye, esculpido por Arnolfo di Cambio hacia 1282. Según han demostrado las restauraciones, la estatua de la Virgen incluida en este último es en realidad una estatua romana del siglo II a. C. de un antiguo sarcófago romano.
También en la iglesia se encuentra la pequeña capilla Petrucci, bajo el coro, diseñada por Michele Sanmicheli en 1516-1523. Tiene planta octogonal y varias esculturas. Tiene el único ejemplo existente en la ciudad de un pavimento de mayólica cocida del siglo XVI.
De esta iglesia procede el bello políptico con Virgen, Niño y Santos, denominado Políptico de San Domenico de Simone Martini (1323-1324), hoy en el Museo dell'Opera del Duomo de Orvieto.